# Michelle Wiki
Michelle Wiki (* 23. Oktober 1989) ist eine Schweizer Unihockeyspielerin und Anwältin. Sie steht beim Nationalliga-A-Vertreter UHC Kloten-Dietlikon Jets unter Vertrag und wird ab der Saison 2021/22 in Schweden bei IK Sirius IBK spielen.[veraltet]

## Karriere

### Verein
Wiki wuchs in Zumikon bei Zürich auf, wo sie im lokalen Verein Zürichsee Unihockey spielte.
Ihre erste Spiele in der Nationalliga A bestritt Wiki in der Saison 2006/07 für FB Riders DBR, einem Verein aus dem Zürcher Oberland. In acht Spielen erzielte sie zwei Tore und verbuchte einen Assist.
Ab der Saison 2007/08 spielte Wiki für mehrere Jahre bei UHC Dietlikon. 2007, 2008 und 2009 wurde sie mit dem Zürcher Verein Meisterin, 2012 und 2013 Vizemeisterin. 2008 und 2009 gelang auch der Sieg im Cup (2010 und 2012 zweiter Rang). Schon als junge Spielerin konnte sie internationale Erfahrung gewinnen, als UHC Dietlikon den EuroFloorball-Cup (heute Champions Cup) 2007 gewann (4:3 im Final gegen den schwedischen Meister IKSU Innebandy).
In der Saison 2013/14 spielte Wiki in der höchsten schwedischen Liga, der Svenska Superligan, bei FBC Uppsala.
Nach einem Jahr kehrte sie zurück in die Schweiz zum UHC Dietlikon und gewann 2015 und 2016 den Cupfinal. In den Saisons 2014/15 und 2015/16 hatte es in der Meisterschaft erneut zum Vizetitel gereicht – Wiki erzielte in der zweiten Saison 65 Tore und insgesamt 83 Scorerpunkte.
Nach dieser erfolgreichen Saison und dem erfolgreichen Studiumabschluss als Juristin wechselte Wiki für die Saison 2016/17 wieder nach Schweden, dieses Mal zu KAIS Mora IF, einem der Spitzenvereine der Svenska Superligan. Mora unterlag IKSU im Final.
Seit 2017 spielt Wiki wieder in Dietlikon, das sich für die Saison 2018/19 in UHC Kloten-Dietlikon Jets umbenannt hat. 2019 gewann Wiki erstmals den Supercup.
Auf die Saison 2021/22 wechselt Wiki erneut nach Schweden, dieses Mal zum SSL-Verein IK Sirius IBK.

### Nationalmannschaft
2006 streifte sich Wiki für die Weltmeisterschaft erstmals das Trikot für die Schweizer U19-Unihockeynationalmannschaft über und erzielte für die Schweiz zwei Tore. Für die Nationalmannschaft spielte sie ab der Heim-WM 2011 in St. Gallen an Weltmeisterschaften. Sie gehört zu den Spielerinnen mit über 100 Einsätzen fürs Nationalteam.
Bei der Heim-WM 2019 in Neuenburg trug Wiki mit zwei Treffern massgeblich zum sogenannten «Wunder von Neuenburg» bei: Sie schoss den Ausgleich in der 60. Minute und das Siegestor in der Verlängerung. Bei der Weltmeisterschaft 2021 in Uppsala erzielte sie von den Schweizerinnen mit zehn Toren am meisten Treffer.

## Privat
Wiki hat seit 2017 die Zulassung als Rechtsanwältin und arbeitete in der Folge vollzeit in diesem Beruf. Ab 2022 plant sie, an der Universität Stockholm eine Weiterbildung zu absolvieren.